# Shin-Keisei Electric Railway
La Shin-Keisei Electric Railway (新京成電鉄, Shin-Keisei Dentetsu), communément appelée Shin-Keisei, était une compagnie ferroviaire privée qui exploitait une ligne de chemin de fer et des lignes de bus dans la préfecture de Chiba au Japon.
La Shin-Keisei a été absorbée par la compagnie Keisei le 1er avril 2025.

## Histoire
La compagnie Shin-Keisei a été fondée le 23 octobre 1946 comme filiale de la compagnie Keisei afin de reconstruire et exploiter une ligne ferroviaire dont la concession venait d'être cédée par l'armée impériale japonaise.
La première section de la ligne entre Shin-Tsudanuma à Narashino et Yakuendai à Funabashi fut inaugurée le 27 décembre 1947 et la ligne entière fut terminée le 21 avril 1955.
Le 1er avril 2025, Shin-Keisei fusionne avec Keisei et la ligne Shin-Keisei est renommée ligne Matsudo.

## Ferroviaire

### Ligne
Le réseau de la Shin-Keisei se composait d'une seule ligne, la ligne Shin-Keisei (aujourd'hui ligne Keisei Matsudo) :
| Ligne             | Nom japonais | Terminus                   | Longueur (km) | Gares |
| ----------------- | ------------ | -------------------------- | ------------- | ----- |
| Ligne Shin-Keisei | 新京成線     | Matsudo - Keisei Tsudanuma | 26,5          | 24    |

### Matériel roulant

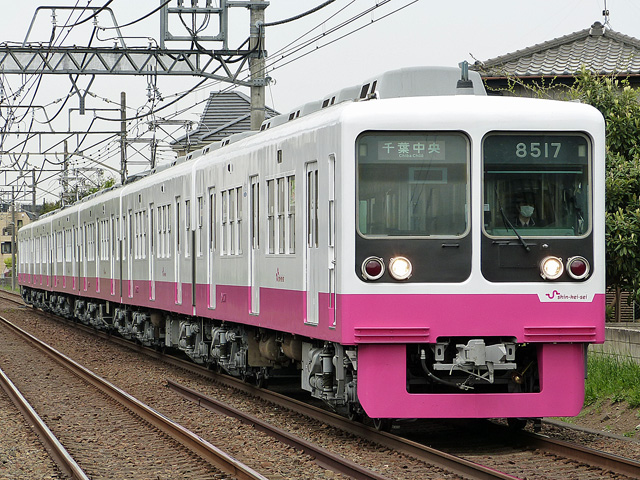
Shin-Keisei série 8000
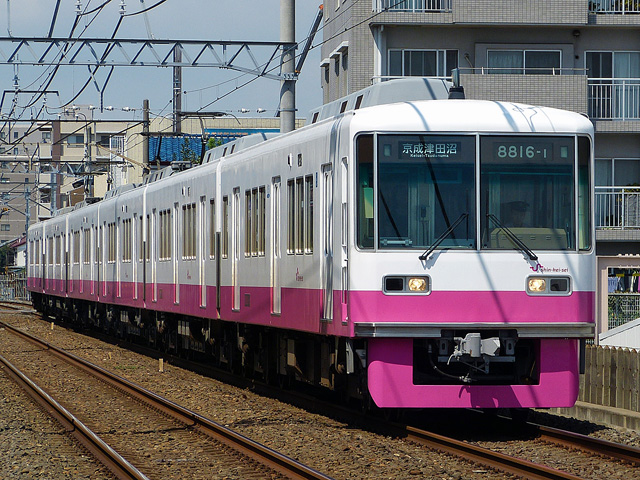
Shin-Keisei série 8800
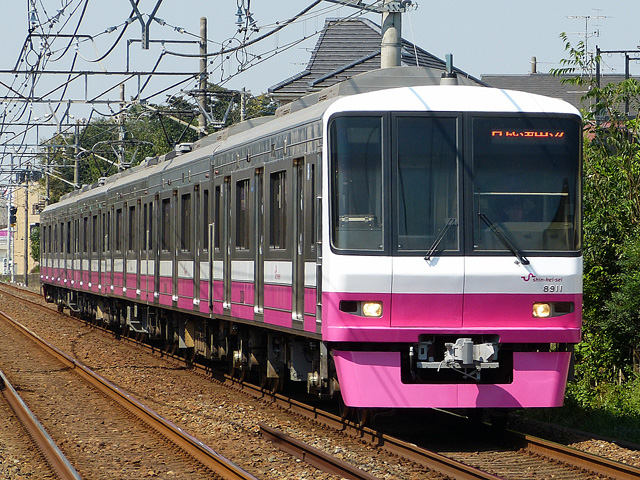
Shin-Keisei série 8900
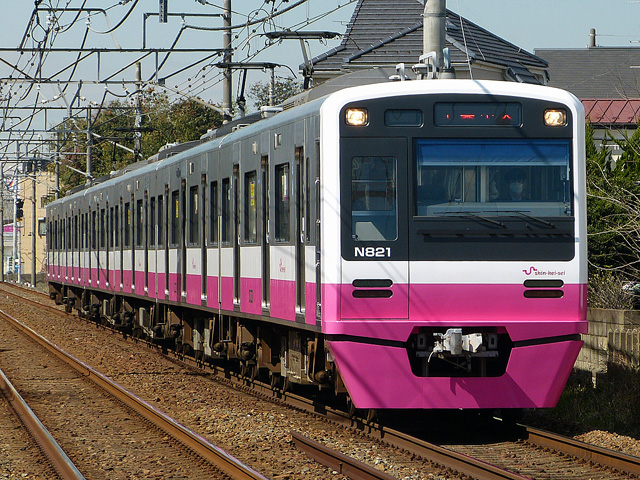
Shin-Keisei série N800
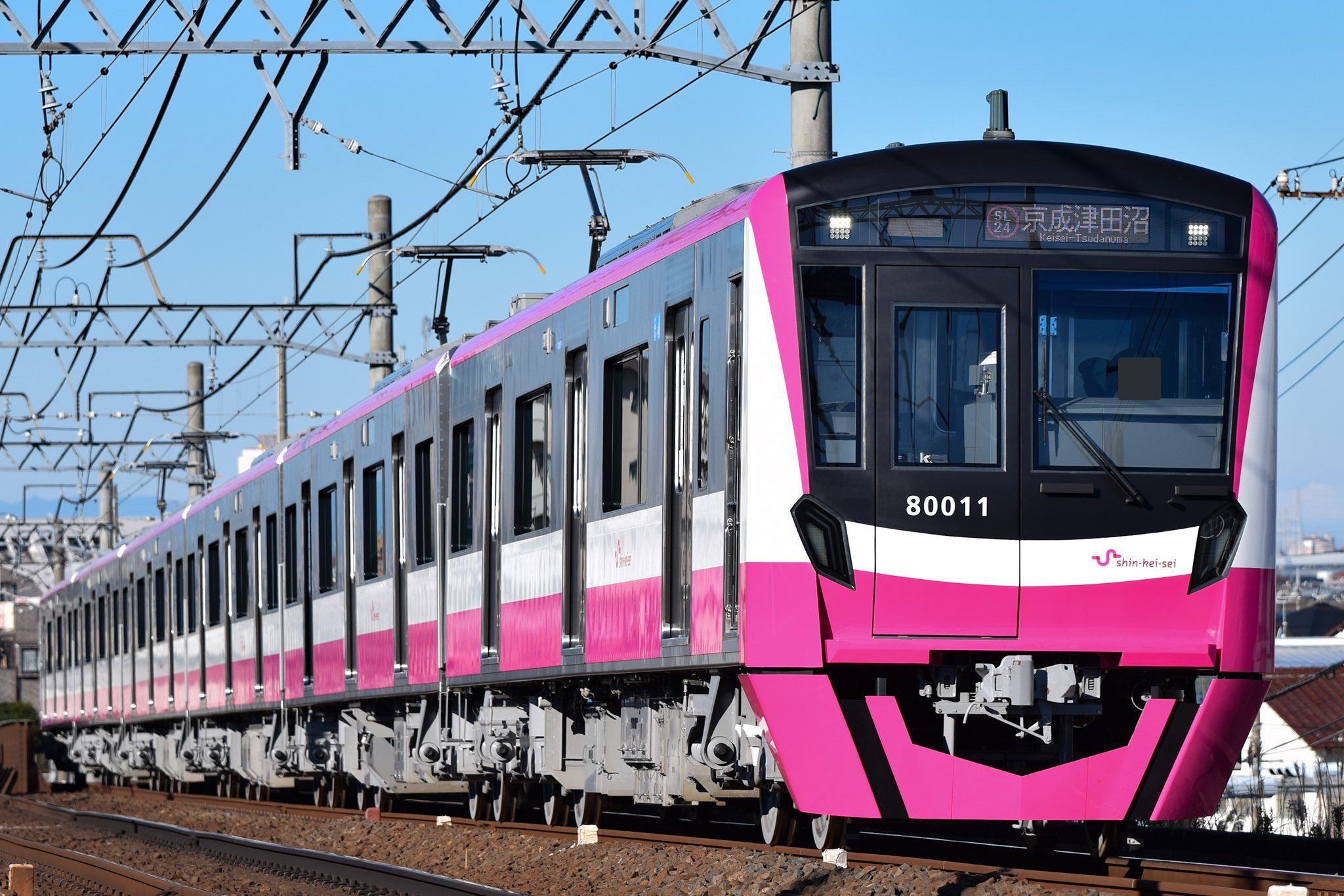
Shin-Keisei série 80000

## Bus
La Shin-Keisei exploitait deux compagnies de bus qui ont été transférées à Keisei Bus :
- Funabashi Shin-Keisei Bus
- Matsudo Shin-Keisei Bus